# Birgit Moberg-Kejving
Birgit Kristina Moberg Kejving, född 12 januari 1918 i Fors församling, Jämtland, död 23 april 2004 i Enskede,  Stockholm, var en svensk sångerska och textförfattare.
Hon sjöng in sånger för flera olika skivbolag, bland andra Polydor, Decca och Columbia, och några av hennes mest kända insjungningar var Med en enkel tulipan, Vildrosen, Flickan och blomman, Lilla näktergal och I sommargröna hagar.
Moberg-Kejving är gravsatt i minneslunden på Skogskyrkogården i Stockholm. Hon var från 1939 gift med den kände dragspelaren Andrew Walter.